# Parafia Matki Bożej Bolesnej w Kraśniku
Parafia Matki Bożej Bolesnej w Kraśniku – parafia rzymskokatolicka w Kraśniku, należąca do archidiecezji lubelskiej i Dekanatu Kraśnik. Parafię erygował 4 lipca 1998 roku abp Józef Życiński. Kaplica parafialna położona przy ul. Słowackiego została wybudowana w latach 1998–1999. W latach 2008–2016 trwała budowa kościoła parafialnego. 15 września 2016 roku Metropolita Lubelski, abp Stanisław Budzik dokonał uroczystej konsekracji kościoła. Pierwszym proboszczem i budowniczym został ks. kanonik Wiesław Rosiński, który w czerwcu 2020 roku przeszedł na emeryturę. Nowym proboszczem został ks. Hubert Czarnecki.

## Zasięg parafii
Do parafii należą wierni będący mieszkańcami Kraśnika (Al. Młodości, Al. Niepodległości i ulic: Adama Asnyka, Balladyny, Chłodnej, Cichej, Hieronima Dekutowskiego „Zapory”, Dębowej, Fabrycznej, Konstantego Ildefonsa Gałczyńskiego, Garażowej, Granicznej, Grunwaldzkiej, Kasztanowej, Komunalnej, Marii Konopnickiej, Józefa Ignacego Kraszewskiego, Leśnej, Kornela Makuszyńskiego, Małej, Metalowców, Miedzianej, Zofii Nałkowskiej, Cypriana Kamila Norwida, Piastowskiej, Władysława Reymonta, Różanej, Henryka Sienkiewicza, Juliusza Słowackiego, Spacerowej, Leopolda Staffa, Szkolnej, Szpitalnej, Stanisława Wyspiańskiego, Zielonej i Stefana Żeromskiego.